# Flensburgska gården

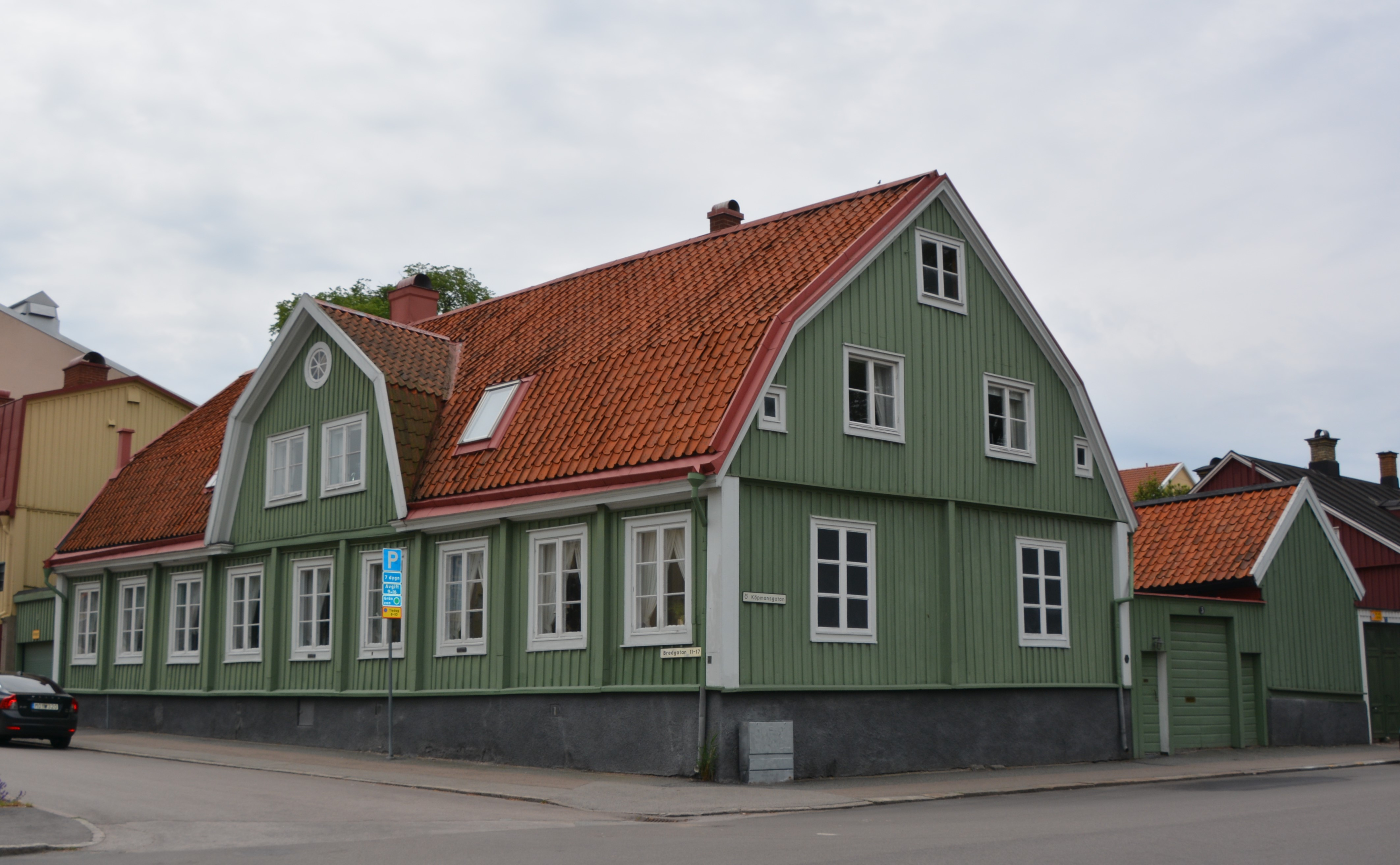
Flensburgska gården, byggnadsminne sedan 1982.

Flensburgska gården är ett bostadshus i korsningen mellan Bredgatan och Östra Köpmansgatan på Trossö i centrala Karlskrona. Huset förklarades som byggnadsminne 1982.
Huset uppfördes efter stadsbranden i Karlskrona 1790, av prostinnan Lovisa Maria Billberg, änka efter kyrkoherden Elias Billberg i Bunkeflo församling. I sitt andra äktenskap med fältkamrer Carl Johan Schlyter fick hon två barn, varav den ena var namnen Carl Johan Schlyter, akademiker och rättshistoriker. 
Paret Billberg-Schlyter sålde gården 1817, och därefter har den vid ett tiotal tillfällen bytt ägare. Den har uppkallats efter rådmannen Fredrik Waldemar Flensburg, som ägde gården från 1928 till 1976. Den är fortfarande i privat ägo.